# Shijie, Anhui
Shijie är en köping i östra Kina. Den ligger i Guangde i staden Xuancheng i provinsen Anhui, omkring 210 kilometer sydost om provinshuvudstaden Hefei. Antalet invånare är 57 179. Befolkningen består av 27 645 kvinnor och 29 534 män. Barn under 15 år utgör 15,0 %, vuxna 15-64 år 73 %, och äldre över 65 år 11,0 %.